# Thorium-234
Thorium-234 of 234Th is een onstabiele radioactieve isotoop van thorium, een actinide. De isotoop komt van nature niet op Aarde voor.
Thorium-234 kan ontstaan door radioactief verval van actinium-234 en uranium-238.
{\displaystyle {\ce {{^{234}_{89}Ac}->{^{234}_{90}Th}+{e^{-}}+{\bar {\nu }}_{e}}}}
{\displaystyle {\ce {{^{238}_{92}U}->{^{234}_{90}Th}+\,_{2}^{4}\alpha }}}

## Radioactief verval
Thorium-234 vervalt door β−-verval naar de onstabiele isotoop protactinium-234:
{\displaystyle {\ce {{^{234}_{90}Th}->{^{234}_{91}Pa}+{e^{-}}+{\bar {\nu }}_{e}}}}
De halveringstijd bedraagt ongeveer 24 dagen.
208Th · 209Th · 210Th · 211Th · 212Th · 213Th · 214Th · 215Th · 216Th · 216m1Th · 216m2Th · 217Th · 218Th · 219Th · 220Th · 221Th · 222Th · 223Th · 224Th · 225Th · 226Th · 227Th · 228Th · 229Th · 229mTh · 230Th · 231Th · 232Th · 233Th · 234Th · 235Th · 236Th · 237Th · 238Th · 239Th